# Гиппиус, Владимир Васильевич
Влади́мир (Вальдема́р) Васи́льевич Ги́ппиус (15 [27] июля 1876, Химки — 5 ноября 1941, Ленинград) — русский поэт Серебряного века, литературовед. Брат поэта В. В. Гиппиуса, троюродный брат поэтессы З. Н. Гиппиус, отец музыковеда Е. В. Гиппиуса.

## Биография
Родился в 1876 году в Санкт-Петербурге. Учился в гимназии с А. Добролюбовым, вместе с ним начинал литературное поприще, прослыв одним из первых в России декадентов. Будучи студентом историко-филологического факультета Петербургского университета, выпустил сборник стихов «Песни» (1897).
В 1912 году выпускает книгу «Возвращение» (под псевдонимом Вл. Бестужев), в 1915 — сборник «Ночь в звёздах» (под псевдонимом Вл. Нелединский). В 1916 году в «Альманахе муз» публикуется его поэма «Влюблённость» и выходит сборник «Томление духа».
Преподавал словесность в гимназии Стоюниной, Первой Санкт-Петербургской гимназии и Тенишевском училище, где среди его учеников были О. Э. Мандельштам (изобразивший учителя в воспоминаниях «Шум времени») и В. В. Набоков. Принимал участие в собраниях «Цеха поэтов».
Умер 5 ноября 1941 года во время блокады Ленинграда от голода.

## Адреса
- 1941 —  Ленинград, ул. Чайковского, д. 77, кв. 18[4].

## Сочинения
- Песни Архивная копия от 20 июня 2019 на Wayback Machine. — Санкт-Петербург, 1897. — 116, III с.
- Гиппиус Вл. Пушкин и христианство. Пг., 1915. — 44 с.